# Ghiacciaio Zonda
Il ghiacciaio Zonda (in inglese Zonda Glacier) è un ghiacciaio lungo circa 13 km situato sulla costa di Rymill, nella parte occidentale della Terra di Palmer, in Antartide. Il ghiacciaio, il cui punto più alto si trova a circa 422 m s.l.m., fluisce in direzione ovest-sud-ovest, scorrendo tra il bastione Fohn e le torri Zonda, fino a entrare nel canale di Giorgio VI.

## Storia
Il ghiacciaio Zonda è stato oggetto di due esplorazioni da parte del British Antarctic Survey, che all'epoca si chiamava ancora Falkland Islands Dependencies Survey, nel 1948 e nel 1971-72, ed è stato fotografato durante una ricognizione aerea nel 1966 della marina militare statunitense. Nel 1977 il ghiacciaio è poi stato così battezzato dal Comitato britannico per i toponimi antartici con il nome del vento Zonda, un vento piuttosto secco e polveroso, che soffia da ovest-sud-ovest discendendo i crinali orientali delle Ande.